# Кепчије
Кепчије су насељено мјесто у општини Двор, у Банији, Сисачко-мославачка жупанија, Република Хрватска.

## Историја
Кепчије су се од распада Југославије до августа 1995. године налазиле у Републици Српској Крајини.

## Становништво
Насеље је према попису становништва из 2011. године имало 74 становника.
| Националност       | 1991. | 1981. | 1971. | 1961. |
| Срби               | 172   | 195   | 287   | 343   |
| Југословени        | 5     | 41    | 1     |       |
| Црногорци          |       | 1     |       |       |
| остали и непознато | 4     | 7     |       |       |
| Укупно             | 181   | 244   | 288   | 343   |

| Демографија | Демографија | Демографија |
| Година      | Становника  | Становника  |
| ----------- | ----------- | ----------- |
| 1961.       | 343         |             |
| 1971.       | 288         |             |
| 1981.       | 244         |             |
| 1991.       | 181         |             |
| 2001.       | 81          |             |
| 2011.       |             | 74          |